# Zazen
Pour l’article homonyme, voir Rinspeed Zazen.
Zazen (座禅) désigne à la fois la pratique de la méditation du bouddhisme zen et la posture assise qui l'accompagne, particulièrement dans les écoles Sōtō et Rinzai qui sont les plus connues en Occident.
Za signifie « assis » et zen « méditation ». Zazen est donc la méditation assise et renvoie à la posture ainsi qu'à la pratique qu'aurait adoptées le Bouddha pendant ses méditations.

## Formel d'une séance
Zazen est la pratique de la méditation zen — quotidienne pour les moines et les nonnes. Une période de zazen est en général constituée de deux périodes qui vont de 30 à 50 minutes, entrecoupées d'une marche méditative d'une dizaine de minutes appelée kinhin. Au quotidien, dans un temple, on pratique en principe zazen sous cette forme le matin et le soir.
En fonction du type de temple, on pratique zazen dans une salle appelée sodo (salle des moines), dans laquelle les moines dorment, mangent et font zazen, ou encore dans un bâtiment réservé à la méditation, appelé zendo. En Occident, on parle plus souvent de dojo (lieu d'éveil). Ces lieux sont utilisés par des groupes de zen qui n'ont pas le statut de temple.
Avant et après la séance sur le zafu (coussin de méditation), le pratiquant effectue un gassho (salut mains jointes), en s'inclinant devant son zafu afin de saluer les personnes qui sont de chaque côté ; après quoi, on effectue un demi-tour sur la droite (le zafu est alors derrière le pratiquant), les mains toujours en gassho, et on s'incline à nouveau pour saluer les personnes qui sont de l'autre côté de la salle.
Le début d'une période de zazen est traditionnellement annoncé par trois coups de cloche (shijosho), la fin d'une période de zazen suivi d'un kinhin étant annoncée par deux coups (kinhinsho). La fin d'un cycle zazen - kinhin - zazen est marquée par un coup de cloche (hozensho).

### Différences entre les écoles
La pratique diffère sur certains points selon les écoles. Dans l'école Rinzaï, l'assise se pratique face à l'allée centrale et kinhin s'effectue à vitesse rapide ; de plus, le méditant se concentre sur un kōan durant l'assise. Dans le zen Sōtō, l'assise se pratique face au mur du zendo et la marche de kinhin s'effectue très lentement ; l'assise est sans but (shikantaza) : il s'agit de « juste s'asseoir » et d'observer les phénomènes. Durant zazen, l'emploi du kyosaku, (bâton avec lequel on frappe les épaules du méditant en cas de somnolence ou d'esprit agité), n'est pas systématique.
Taisen Deshimaru a introduit une nouveauté dans sa lignée, en décidant de faire des commentaires durant une partie du zazen. Il les a appelés kusen, de ku signifiant bouche« » et sen, « enseignement ».

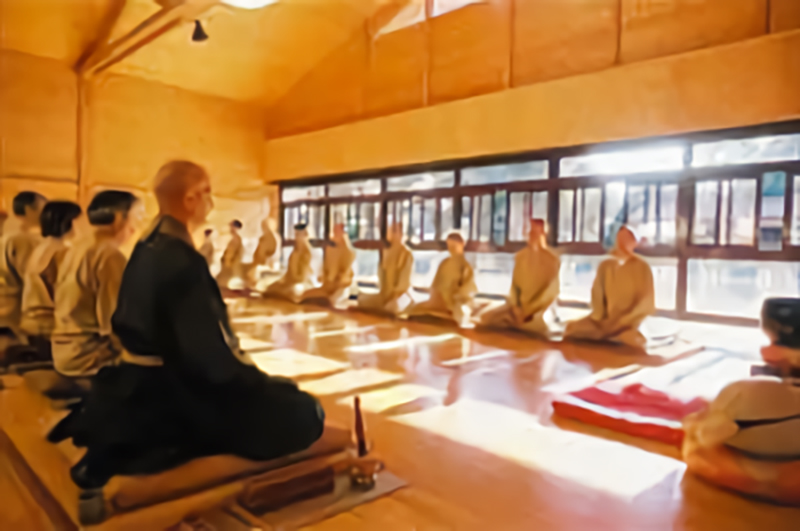
Zazen dans la tradition Rinzaï : pratique face à face
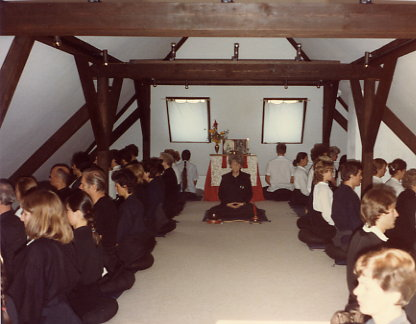
Zazen dans la tradition Sōtō : pratique face à un mur

### Pratique intensive
Zazen peut se pratiquer quelques heures ou une journée, auquel cas on parlera de zazenkai. Certaines retraites de méditation sont l'occasion de pratiquer zazen environ de six à dix heures par jour, voire plus : on parle alors de sesshin.

## Pratique

### Posture

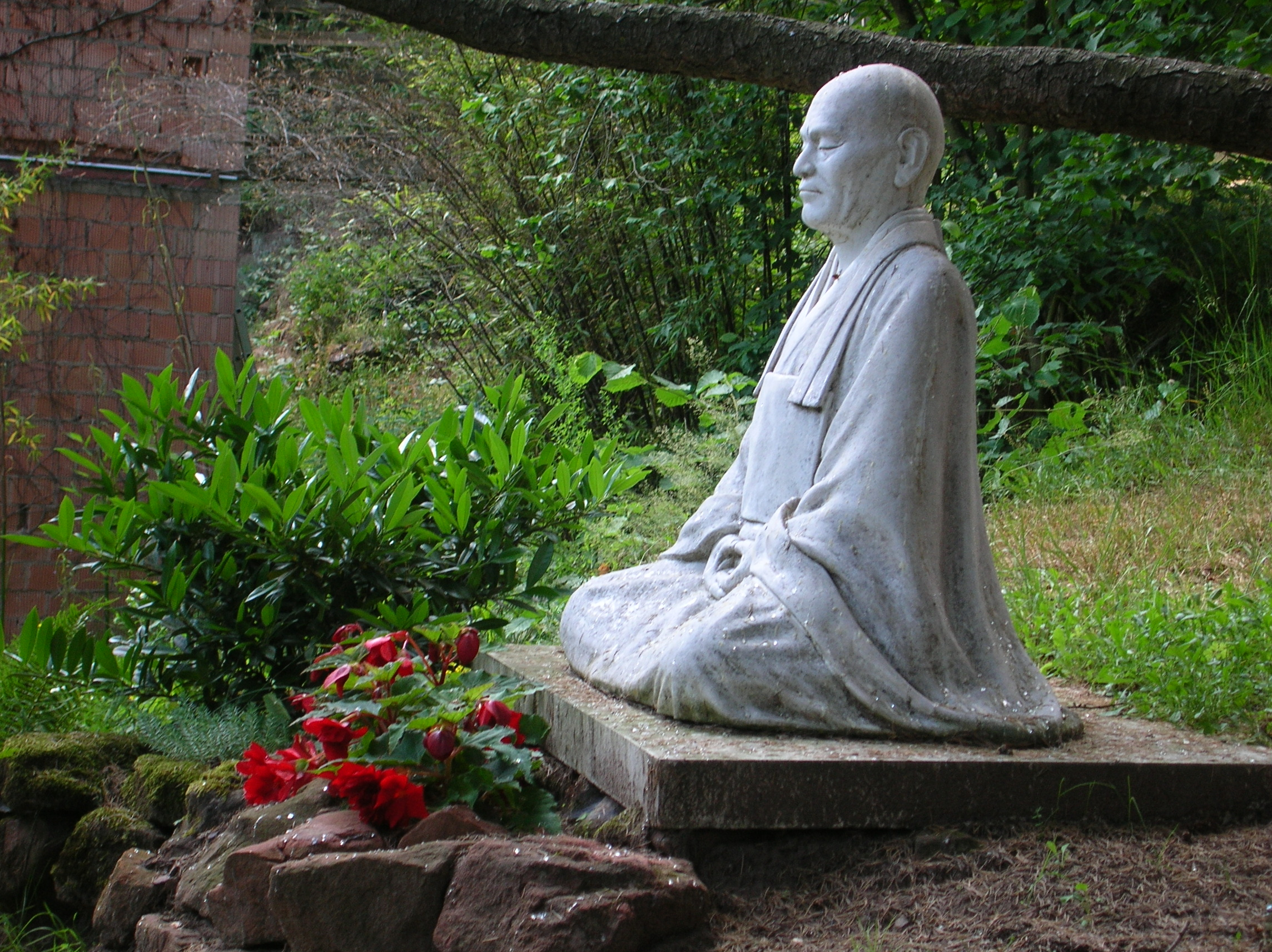
Statue de Taisen Deshimaru en zazen

Les positions communes pour s'asseoir sur le zafu sont :
- kekkahuza (position du lotus ou padmasana) ;
- hankahuza (position du demi-lotus ou siddhasana) ;
- position birmane (en tailleur, jambes croisées devant soi) ;
- seiza (posture à genoux avec soit un petit banc soit un zafu).

- Si ces différentes postures sont trop problématiques pour le pratiquant, zazen peut se pratiquer assis sur une chaise, en plaçant éventuellement un coussin carré derrière le bas du dos pour aider à maintenir la courbure naturelle de la colonne vertébrale.

Assis au centre d'un zafu, les jambes sont croisées en lotus ou en demi-lotus, voire en tailleur, si c'est trop difficile. Les genoux « poussent » le sol. La colonne vertébrale doit être bien droite, ce qui exige un menton rentré et donc une nuque étirée. Les épaules sont détendues. Le regard est posé à environ un mètre de distance sur le sol sans rien fixer de précis. Les yeux doivent simplement être « posés » sur un point et le regard ne doit pas se troubler. Les mains sont posées sur les jambes au niveau du bassin.

#### École Sōtō

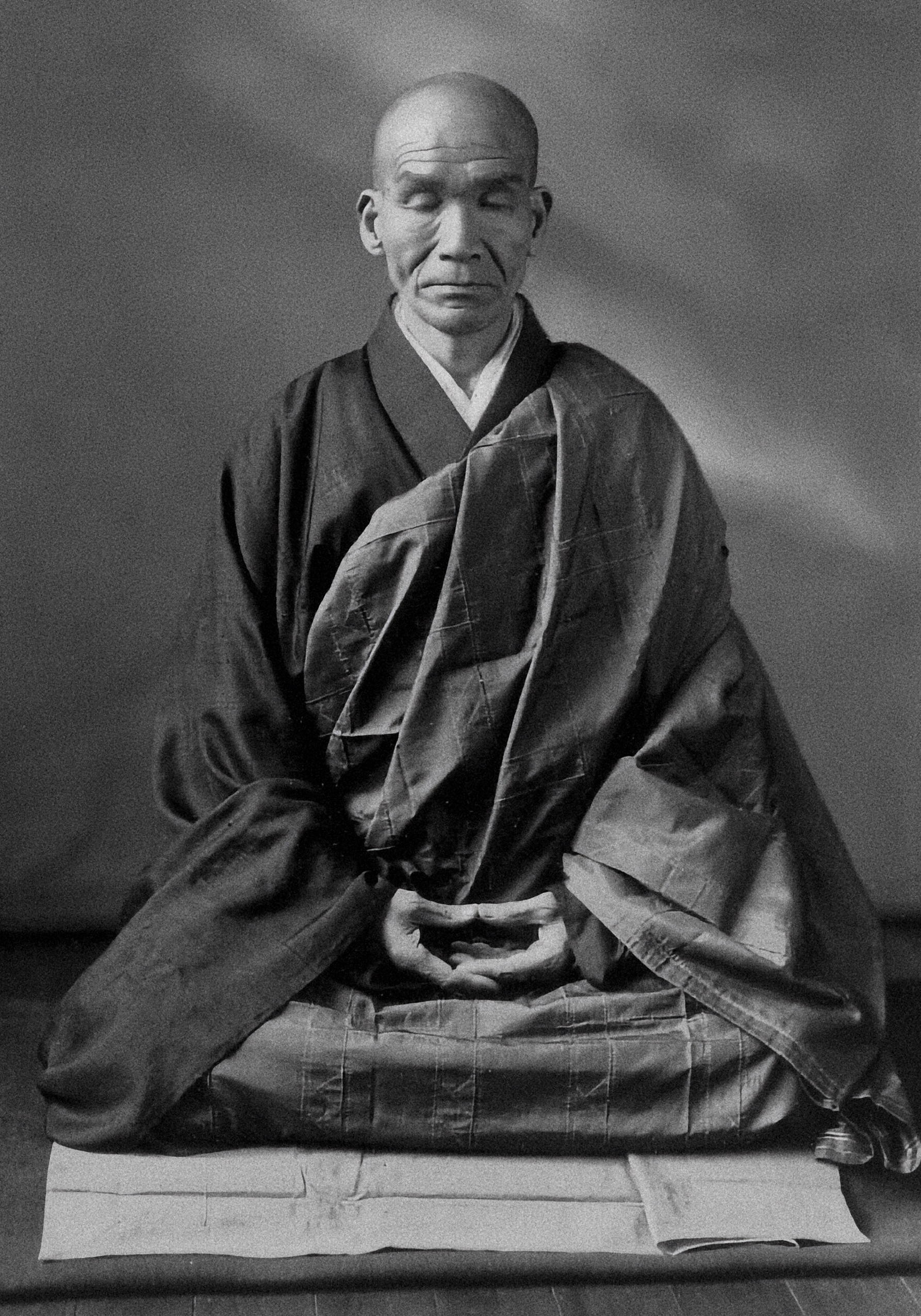
Le maître sôtô Kodo Sawaki en zazen

La méditation s'effectue face à un mur. La main gauche est posée sur la droite, les paumes vers le haut, les pouces exerçant une légère pression (« tenir une fourmi entre les pouces sans l'écraser et sans la laisser s'échapper ») l'un sur l'autre tout en formant une ligne droite. Cette position des mains est appelée « mudra cosmique » (hokkai-join). Les mains ainsi disposées reposent sur les cuisses, en appui sur le bas du ventre, là où se trouverait le kikaï tanden, ou hara (« océan d'énergie »).

#### École Rinzai
Le pratiquant place sa main droite sur la main gauche pouces imbriqués, paumes vers le bassin.

### La respiration
La respiration consciente zen n'est atteinte que si la posture est correcte. Elle permet de rétablir le rythme respiratoire naturel : calme et puissant, basé sur une expiration douce et longue. Dans l'école Sōtō, il n'est pas nécessaire de compter ou contrôler spécialement la respiration. La consigne est d'inspirer et d'expirer silencieusement par le nez, en laissant la bouche fermée et la langue contre le palais, sans forcer la respiration. À la fin de l'expiration, l'inspiration se fait naturellement. L'école Rinzaï préconise la technique du décompte des respirations : sussokan.
Le terme sanskrit équivalent est anapanasati dans le bouddhisme theravada.

### L'attitude de l'esprit
L'attitude consiste à laisser les images et les pensées qui apparaissent dans l'esprit passer comme des « nuages dans le ciel » : le méditant ne s'y attache pas, il ne cherche pas à les analyser, pas plus qu'il ne s'en préoccupe. En maintenant un tel état, le pratiquant peut atteindre un état de la pensée  « au-delà de toute pensée » (hishiryo), sorte de vacuité de l'esprit.
Un tel état d'esprit résulterait de la profonde concentration sur la posture et la respiration, permettant le contrôle de l'activité mentale résultant de l'amélioration de la circulation cérébrale.
Dans l'école Sōtō, la pratique de zazen ne consiste pas à chercher quelque chose en particulier, mais à seulement s'asseoir (shikantaza), sans autre but que la pratique en elle-même. Dans l'école Rinzaï la pratique est axée sur le kōan.
Une analogie est parfois utilisée, en ce qui concerne « l'esprit du débutant » (shoshin) à conserver au cours des années de pratique : un bol plein d'une substance ne peut plus contenir autre chose. Un bol vide est disposé à recevoir (l'enseignement).

## Effets de la pratique
Hors de tout contexte religieux (la méditation comme satori), zazen est présenté comme une pratique bénéfique pour la santé. Plusieurs études ont été menées par l'académie de médecine du Japon dans les années 1960 sur Taisen Deshimaru.
Il a été prouvé[réf. nécessaire] que la méditation déclenchait, comme dans un sommeil profond, les ondes cérébrales alpha et thêta, dues à l'afflux de sang dans les couches supérieures du cerveau, qui est alors très bien irrigué. Certains moines et laïcs tentent de faire connaître zazen comme un bon exercice de concentration qui apporterait sérénité, calme et bien-être.
La méditation zazen fait d'abord l'objet de recherches médicales de Kazamatsu et Hirai,, puis de Pierre Etevenon lequel, en 1972, avec Henrotte et Verdeaux, enregistre en EEG Taisen Deshimaru au Centre Hospitalier Sainte Anne à Paris,. Taisen Deshimaru est assis en posture de méditation zazen et enregistré en EEG pendant trente minutes en électroencéphalographie quantitative. Son tracé EEG en occipital ainsi que l'analyse spectrale sur ordinateur qui est associée indiquent un rythme alpha hypovariable et stable de grande amplitude, auquel correspond un spectre de puissance qui est aussi stable et qui présente une résonance aiguë pour un rythme alpha ralenti en fréquence et élevé en amplitude. Ces résultats confirment et complètent les articles japonais précédents et ils sont caractéristiques des effets de cette méditation zazen qui est un état modifié de conscience.
En 2015, on a montré que le nombre d'heures de pratique de zazen était corrélé à l'attention dans la vie quotidienne, grâce à une modification du réseau neuronal du mode par défaut.

Enregistrement électroencéphalographie|EEG de Taisen Deshimaru pratiquant la méditation zazen, par Pierre Etevenon (Paris, 1972).
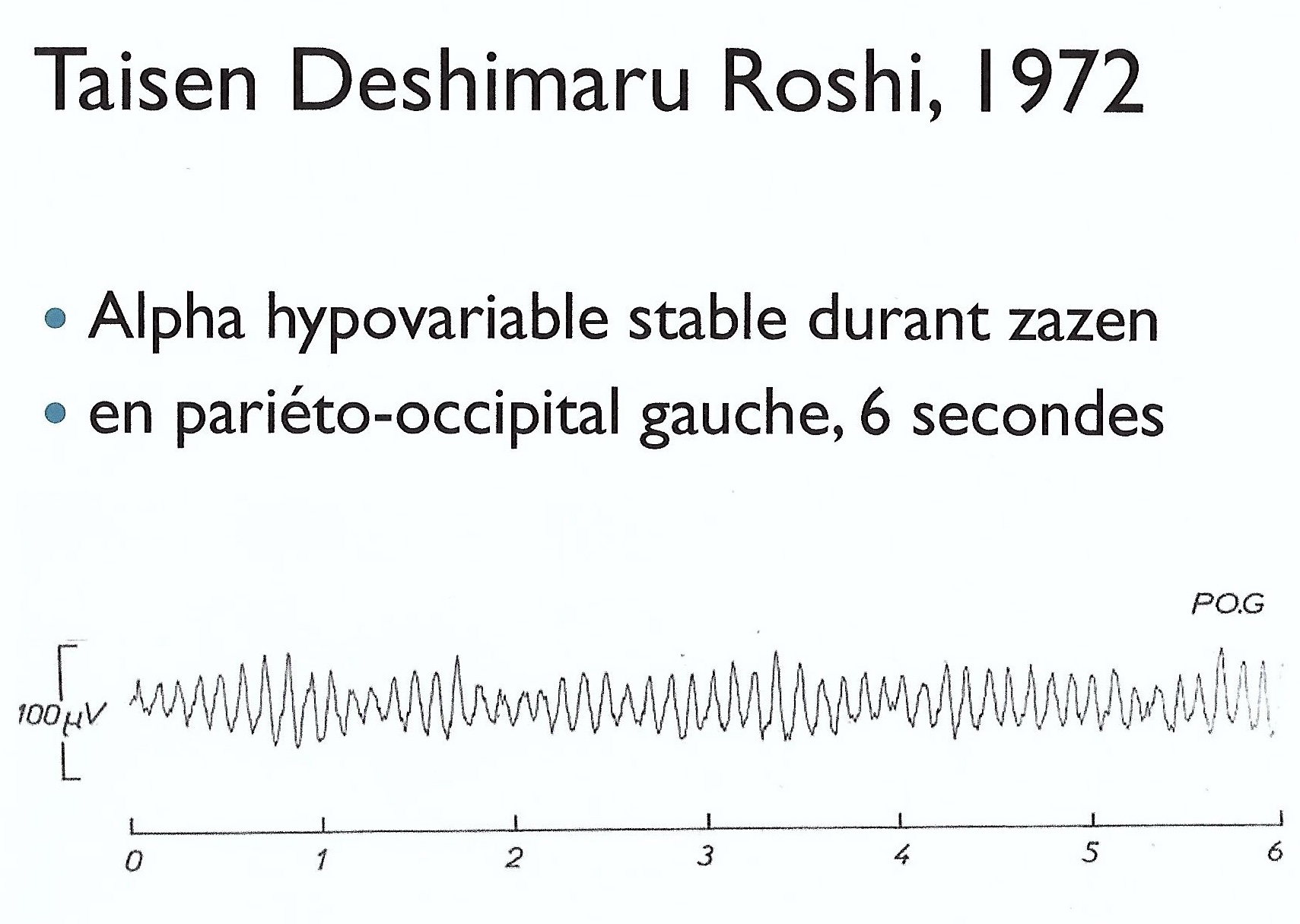
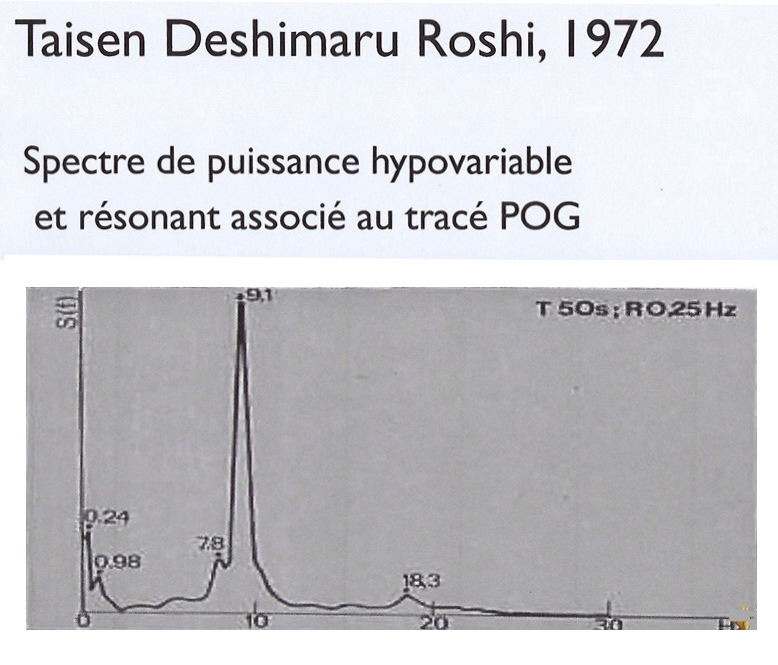

## À propos dezazen
- Dogen : 
  - « Qu'on pense le fond de cette non-pensée. Comment cela ? Sans penser. »
  - « Penser du tréfonds de la non pensée » (Hishiryo).
  - « Puisque la réalisation est incluse dans la pratique, elle est illimitée ; puisque la pratique est incluse dans la réalisation, elle n'a pas de commencement. »[20]
- Taisen Deshimaru : « Le secret du zen consiste à s'asseoir, simplement, sans but, ni esprit de profit, dans cette posture de grande concentration[21]. »
- Shunryu Suzuki Roshi : « Pratique formelle, esprit informel ».
- Ekiho Miyazaki : « Zazen signifie être droit. C’est redresser sa colonne vertébrale et son cou, ne pas pencher à droite, ne pas pencher à gauche. Si votre corps est droit, votre esprit le sera aussi. Le corps et l’esprit sont liés. Un corps droit reflète un esprit droit. »[22]